# 广州医科大学附属中医医院

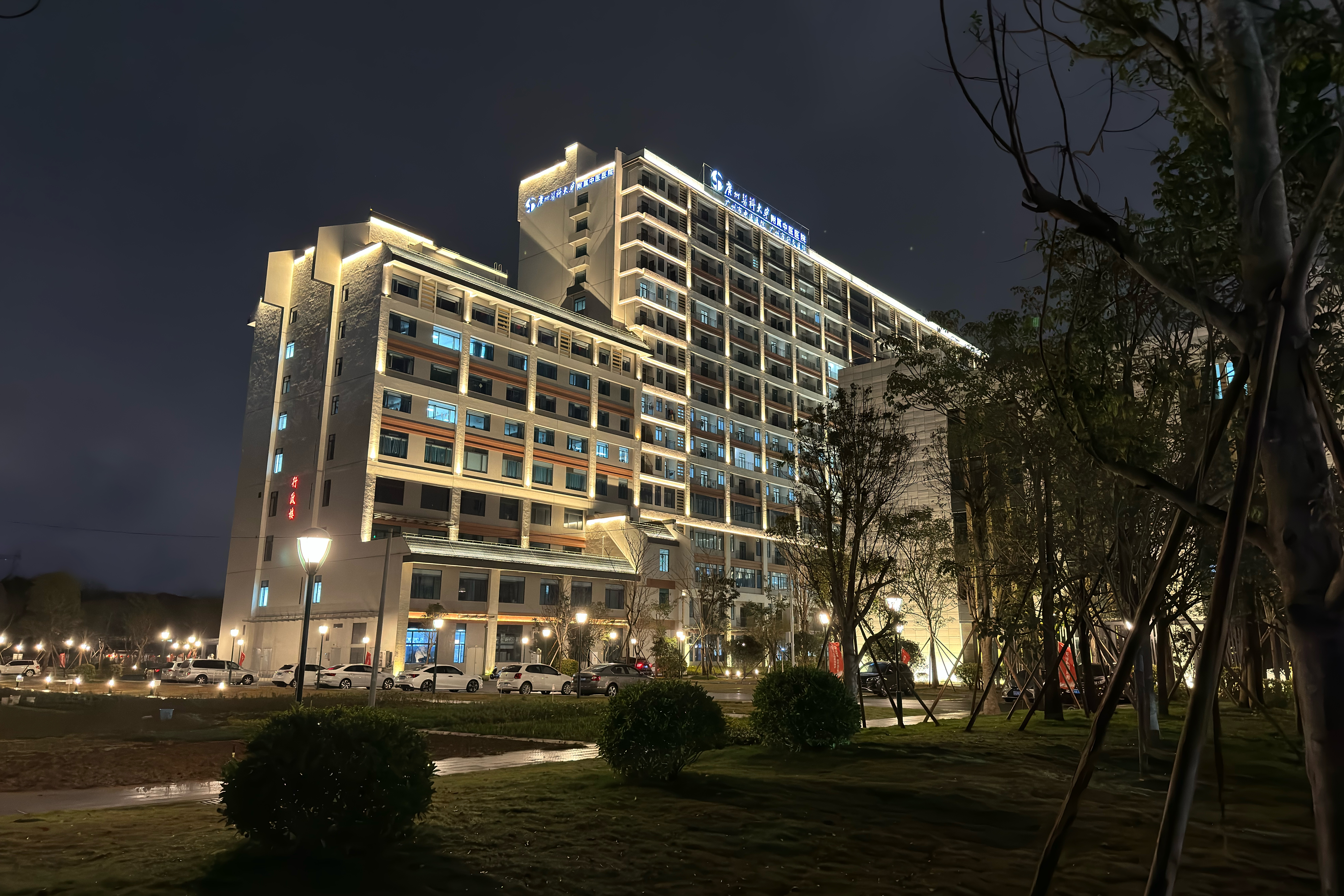
天河院区

广州医科大学附属中医医院（广州市中医医院、广州市针灸医院、广州中医药大学附属广州中医医院）是中国广州市的三级甲等医院。

## 历史

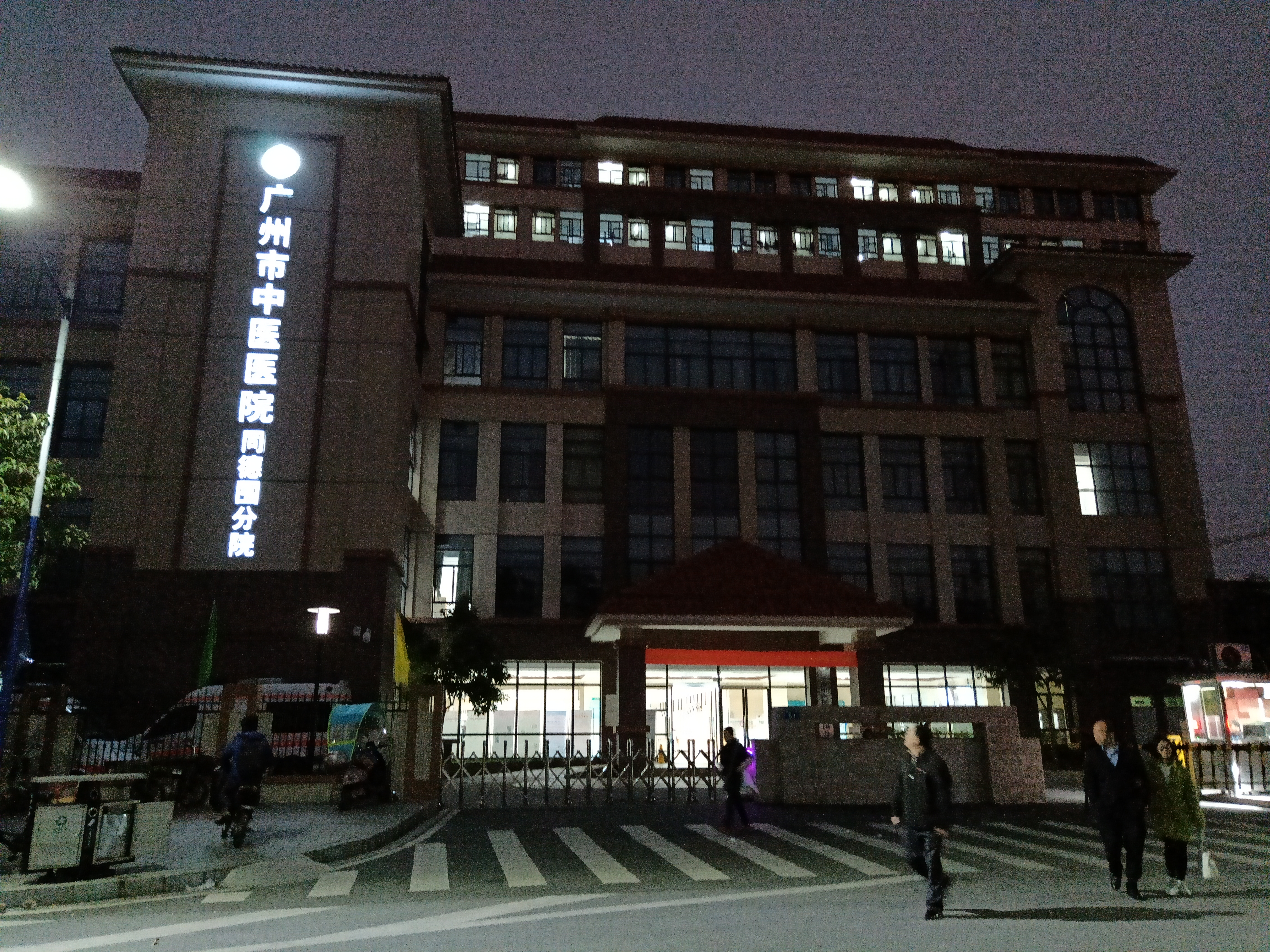
同德院区

1929年，广州市警察局提出办警察医院，并获批筹建。院址选在丰宁路西瓜园（现人民中路），于1937年建成投入使用，取名广州警察医院。广州沦陷后，院内设施遭破坏，医院被迫停办。1946年，医院复办。1949年中共建政后，警察医院被接管，后更名为广州市公安医院，负责公安系统的医疗保健工作。
1955年4月，广州市卫生局接办公安医院。1956年1月，改称为广州市第三人民医院；医院同年吸收曾受外国教会津贴的沙面万国诊所和惠爱诊所，改为其门诊部。同年，医院吸收中医到院工作。1960年10月，医院获定位以中医中药为主的综合性医院，并更名广州市中医医院。1962年8月，当局将1959年成立的越秀区中医院改为中医医院越秀门诊部。文革期间，医院于1969年2月复名广州市第三人民医院，1973年4月再复名广州市中医医院。
1995年，医院通过三级甲等中医医院评审。2004年成为广州中医药大学非直属附属医院。2010年1月19日，国家中医药管理局确定为“全国中医医院信息化示范单位”。2017年6月26日，同德围分院（现为同德院区）正式挂牌。
2018年，成立广州医科大学中西医临床学院。2020年，医院更名为广州医科大学附属中医医院。2021年1月，医院加挂广州市针灸医院牌子。

## 院址
- 天河院区（总院）：天河区棠下街道天坤三路95号[8]
- 珠玑院区：荔湾区岭南街道珠玑路16号
- 同德院区（同德围分院）：白云区同德街道横滘二路81号[9]
- 同德门诊部：白云区同德街道横滘二路27号
- 五羊门诊部；越秀区东山街道寺右新马路北三街二巷1号